# АВВТ
АВВТ — провід з алюмінієвими однопроволочними жилами, з ізоляцією із полівінілхлоридного пластикату, з несучим сталевим тросом із 7-ми дротів; ізольовані жили скручені навколо троса, в полівінілхлоридній оболонці.

## Застосування
Провід призначений для передачі і розподілу електричної енергії в силових і освітлювальних мережах на напругу 220 В і 380 В змінного струму частотою 50 Гц.
Провода використовуються в умовах, де необхідний підвищений захист проводів від зовнішніх кліматичних і механічних впливів.
Монтаж проводів повинен проводитися при температурі не нижче −15 °C з радіусом вигину не менше 10-ти зовнішніх діаметрів провода.
Провода повинні експлуатуватися в стаціонарному стані при температурі навколишнього середовища від −50 °C до +50 °C, відносній вологості повітря до 98 % при температурі до +35 °C.
Тривало допустима температура нагріву струмопровідних жил при експлуатації не повинна перевищувати +70 °C.

## Конструкція
1. Струмопровідна жила: алюмінієва, однодротова;
2. Трос несучий: скручений із сталевих дротів;
3. Ізоляція струмопровідних жил: полівінілхлоридний пластикат И40-13А;
4. Ізоляція троса: полівінілхлоридний пластикат И40-13А або О-40 чорного кольору;
5. Оболонка: полівінілхлоридний пластикат О-40.